# Campionato mondiale giovanile di scherma 1983
Il Campionato mondiale juniores di scherma del 1983 ("1983 World Juniors Fencing Championships") è stato organizzato dalla Federazione internazionale della scherma e si è svolto a Budapest in Ungheria dal 31 marzo al 4 aprile.
Nel fioretto, si sono aggiudicati i titoli del campionato mondiale l'italiano Luca Vitalesta, che ha battuto in finale l'italiano Stefano Cerioni, e l'italiana Dorina Vaccaroni che ha avuto la meglio sulla francese Laurence Modaine-Cessac.
Nella spada l'italiano Sandro Resegotti ha battuto in finale il canadese Jean-Marc Chouinard, ottenendo il titolo mondiale juniores maschile.
Nella sciabola l'italiano Marco Marin prevale sul polacco Janusz Olech.

## Podi

### Uomini
| Specialità  | Oro              | Argento             | Bronzo        |
| Individuali |                  |                     |               |
| Fioretto    | Luca Vitalesta   | Stefano Cerioni     | Zsolt Ersek   |
| Spada       | Sandro Resegotti | Jean-Marc Chouinard | Vitaly Agueev |
| Sciabola    | Marco Marin      | Janusz Olech        | Andras Szetey |

### Donne
| Specialità  | Oro              | Argento                 | Bronzo          |
| Individuali |                  |                         |                 |
| Fioretto    | Dorina Vaccaroni | Laurence Modaine-Cessac | Elisabeta Tufan |

## Medagliere
| Pos.   | Nazione          | Oro | Argento | Bronzo | Totale |
| ------ | ---------------- | --- | ------- | ------ | ------ |
| 1      | Italia           | 4   | 1       | 0      | 5      |
| 2      | Francia          | 0   | 1       | 0      | 1      |
| 2      | Polonia          | 0   | 1       | 0      | 1      |
| 2      | Canada           | 0   | 1       | 0      | 1      |
| 5      | Ungheria         | 0   | 0       | 2      | 2      |
| 6      | Unione Sovietica | 0   | 0       | 1      | 1      |
| 6      | Romania          | 0   | 0       | 1      | 1      |
| Totale | Totale           | 4   | 4       | 4      | 12     |